# Lukas Viehberger
Lukas Viehberger (* 14. April 2000 in Golling an der Erlauf) ist ein ehemaliger österreichischer Radsportler, der bei Rennen auf Bahn und Straße startete.

## Sportliche Laufbahn
2017 wurde Lukas Viehberger noch als Junior österreichischer Meister der Elite im Keirin. In der Juniorenklasse errang er fünf nationale Titel, im 1000-Meter-Zeitfahren, in der Einerverfolgung, im Punktefahren, im Scratch und im Omnium. Im Januar 2018 stellte er bei einem Bahnradsport-Wettbewerb in Apeldoorn mit Valentin Götzinger, Tim Wafler und Paul Buschek in der Mannschaftsverfolgung einen neuen nationalen Junioren-Rekord (4:31,985 Minuten) auf. Später im Jahr wurde er im Zeitfahren und in der Einerverfolgung zweifacher österreichischer Junioren-Meister. 
2019 startete er für das Team „Sport.Land Niederösterreich Selle SMP – St.Rich“.
2019 wurde Viehberger österreichischer Staatsmeister im 1000-Meter-Zeitfahren, Sprint und Keirin wurde er jeweils Vize-Meister.
Auch der jüngere Bruder von Lukas Viehberger, Clemens, gewann schon mehrere österreichische Meistertitel in verschiedenen Altersklassen.

## Erfolge

### Bahn
2017
- Österreichischer Meister - Keirin
- Österreichischer Junioren-Meister - 1000-Meter-Zeitfahren, Einerverfolgung, Punktefahren, Scratch, Omnium

2018
- Österreichischer Junioren-Meister - 1000-Meter-Zeitfahren, Einerverfolgung

2019
- Österreichischer Meister - 1000-Meter-Zeitfahren

## Teams
- 2019 Sport.Land Niederösterreich Selle SMP - St. Rich